# Liste der Monuments historiques in Bâgé-Dommartin
Die Liste der Monuments historiques in Bâgé-Dommartin führt die Monuments historiques in der französischen Gemeinde Bâgé-Dommartin auf.

## Liste der Bauwerke
| Bezeichnung          | Beschreibung              | Standort                       | Kennzeichnung | Schutzstatus | Datum | Bild           |
| -------------------- | ------------------------- | ------------------------------ | ------------- | ------------ | ----- | -------------- |
| Kapelle in L’Épaisse | Erbaut im 12. Jahrhundert | L’Épaisse Bâgé-la-Ville (Lage) | PA00116296    | Inscrit      | 1982  | weitere Bilder |